# Miletus improbus
Miletus improbus är en fjärilsart som beskrevs av Druce 1896. Miletus improbus ingår i släktet Miletus och familjen juvelvingar. Inga underarter finns listade i Catalogue of Life.